# Paroxacis recendita
Paroxacis recendita är en skalbaggsart som först beskrevs av Ross H. Arnett, Jr. 1951.  Paroxacis recendita ingår i släktet Paroxacis och familjen blombaggar. Inga underarter finns listade i Catalogue of Life.